# Ofatinți
Ofatinți (in russo Выхватинцы?, Vychvatincy) è un comune della Moldavia controllato dalla autoproclamata repubblica di Transnistria. È compreso nel distretto di Rîbnița e dista 15 km dal capoluogo.
Vi nacque il compositore Anton Grigorevič Rubinštejn.